# ビワコカタカイガラモドキ
 ビワコカタカイガラモドキ（琵琶湖硬介殻擬き、学名 Nipponaclerda biwakoensis ） は、カメムシ目カイガラムシ上科に分類される昆虫の一種。

## 分布
日本では本州、九州（沖縄含む）、おそらく四国も。日本国外では朝鮮、中国。。

## 形態
雌成虫は楕円・扁平上で体長5～8mm、黄土色～黄褐色の色合いとなる。。

## 生態
ヨシ、及びツルヨシの葉鞘に隠れるようにして生活する。オオジュリン、メジロ、シジュウカラ等の鳥類の食物となる。。